# SN 2014J

SN 2014J의 모습이다.

SN 2014J는 지구에서 큰곰자리 방향으로 약 1,150만 광년 떨어져 있는 시가 은하 내에서 발생한 Ia형 초신성으로, 2014년 1월 21일 영국 런던 대학교 관측소에서 스티브 포세이 교수에게 카메라 사용법을 배우던 학생들에 의해 처음으로 관측되었다.
초신성이 가장 밝을 때인 1월 31일, NASA의 허블 우주 망원경이 초신성을 관측했다. 이 초신성의 관측은 Ia형 초신성을 이용한 우주 거리 측정에 도움을 줄 것으로 기대되고 있다.

## 같이 보기
- 초신성 목록